# Charles Domery
Charles Domery (ur. ok. 1778, zm. po 1800), znany także jako Charles Domerz – polski żołnierz służący w armii pruskiej, a następnie francuskiej, znany z niezwykle dużego apetytu. Służąc w armii pruskiej przeciwko Francji podczas pierwszej koalicji antyfrancuskiej, stwierdził, że racje żywnościowe Prusaków są niewystarczające i przystąpił do armii francuskiej w zamian za żywność. Chociaż ogólnie był zdrowy, cierpiał na nienasycony apetyt i podczas swojej służby we Francji zjadał wszelkie dostępne pożywienie. Podczas stacjonowania w pobliżu Paryża odnotowano, że w ciągu roku zjadł 174 koty i chociaż nie lubił warzyw, gdy nie mógł znaleźć innego jedzenia, zjadał od 1,8 do 2,3 kg trawy dziennie. Podczas służby na francuskim okręcie Hoche usiłował zjeść oderwaną nogę członka załogi trafionego ogniem armatnim, zanim inni członkowie załogi zdołali mu ją odebrać.
W lutym 1799 r. Hoche został przejęty przez siły brytyjskie, a załoga, w tym Domery, została internowana w Liverpoolu, gdzie zszokował Brytyjczyków swoim nienasyconym apetytem. Pomimo że przyznano mu dziesięciokrotnie większe racje żywnościowe, niż innym osadzonym, zjadł więziennego kota i co najmniej 20 szczurów, a także często zjadał więzienne świece. W jednym eksperymencie w ciągu jednego dnia zjadł w sumie 7,3 kg surowego krowiego wymienia, surowej wołowiny oraz łojowych świec, a także wypił cztery butelki portera, co udało mu się osiągnąć bez wypróżniania, oddawania moczu ani wywoływania wymiotów.
Prawie wszystko co wiadomo o Domery pochodzi z relacji dra J. Johnstona z 1799 r., opublikowanej w Medical and Physical Journal, która została oparta głównie na informacjach dostarczonych przez dra Thomasa Cochrane'a.

## Wygląd i zachowanie
Charles Domery (urodzony jako Karol Domerz) urodził się w miejscowości zapisanej błędnie przez brytyjczyków jako Benche, w Polsce, około 1778 r. Od 13 roku życia Domery miał niezwykle duży apetyt. Był jednym z dziewięciu braci, z których wszyscy, jak twierdził Domery, cierpieli na tę samą przypadłość. Domery przypomniał sobie, że jego ojciec był krzepkim zjadaczem i na ogół jadł na wpół ugotowane mięso, ale był zbyt młody, aby przypomnieć sobie ilość spożywanego przez niego pokarmu. Jedyną chorobą występującą w rodzinie, której Domery był świadomy, był wybuch ospy w dzieciństwie, którą wszyscy przeżyli.
Pomimo jego niezwykłej diety i zachowania w obecności jedzenia, lekarze opisali Domery'ego jako normalnej budowy, wzrostu 1,91 m. Miał długie, brązowe włosy i szare oczy, gładką skórę i został opisany jako mający „przyjemną twarz”. Lekarze obserwujący Domery'ego nie zauważyli żadnych oznak choroby psychicznej i chociaż był analfabetą, jego koledzy z załogi i lekarze więzienni, którzy go badali, uważali go za osobę o normalnej inteligencji. Pomimo spożywania dużych ilości pożywienia, badający go lekarze zauważyli, że nigdy nie zwymiotował, chyba że był karmiony dużymi ilościami pieczonego lub gotowanego mięsa. Nie wykazywał żadnych zewnętrznych oznak złego stanu zdrowia, a obserwujący go lekarze zauważyli, że jego oczy były żywe, a język czysty. Jego puls był regularny i wynosił około 84 uderzeń na minutę, a temperatura ciała normalna. Jego mięśnie były normalnie uformowane i choć lekarze stwierdzili, że są słabsze niż u przeciętnego mężczyzny, to w czasie swojej służby w armii pokonywał 14 lig francuskich (około 42 km) dziennie bez żadnych negatywnych skutków dla zdrowia. W ciągu jednego roku Domery pożarł 174 koty (bez skóry), martwe lub żywe. Uważał, że zjadanie kotów powodowało u niego rozterki, w wyniku których odczuwał skutki męki kotów na twarzy oraz dłoniach. Czasami zabijał je przed jedzeniem, ale kiedy był bardzo głodny to pomijał tę czynność.
Świadectwo M. Picarda, który służył u Domery'ego przez całą swoją służbę w armii francuskiej i był z nim internowany w Liverpoolu:

Zaobserwowano, że zaraz po położeniu się spać, zwykle około godziny 20:00, Domery zaczynał się obficie pocić. Po jednej do dwóch godzin bezsennego leżenia i pocenia się, zasypiał, a następnie budził się około 1:00 w nocy, bardzo głodny, niezależnie od tego, co zjadł przed pójściem spać.  W tym czasie zjadał każdą dostępną żywność, a jeśli nie było pożywienia, palił tytoń. Około godziny 2 w nocy kładł się ponownie spać i budził się ponownie między 5:00 a 6:00, mocno się pocąc; gdy tylko wstał z łóżka, pocenie ustępowało i zaczynało się od nowa za każdym razem, gdy jadł.

## Służba wojskowa

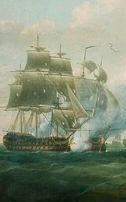
Hoche, na którym pojmano Domery.

W wieku 13 lat Domery wstąpił do armii pruskiej i stał się częścią armii oblegającej Thionville podczas wojny pierwszej koalicji antyfrancuskiej. Armia pruska cierpiała z powodu niedoborów żywności, które Domery uznał za nie do zniesienia. W rezultacie wszedł do miasta i poddał się francuskiemu dowódcy, który w nagrodę wręczył mu dużego melona, którego Domery natychmiast zjadł, łącznie ze skórką. Następnie francuski generał podał mu szeroką gamę innych produktów spożywczych, które ten zjadł od razu. Następnie Domery zaciągnął się do Francuskiej Armii Rewolucyjnej i zszokował swoich nowych towarzyszy swoimi niezwykłymi nawykami żywieniowymi i nienasyconym apetytem. Pomimo przyznanych mu podwójnych racji żywnościowych, gdy tylko było to możliwe, wykorzystywał swoje wynagrodzenie na zakup dodatkowej żywności. Ciągle cierpiał jednak z powodu ogromnego głodu. Przebywając w obozie wojskowym pod Paryżem, Domery w ciągu jednego roku zjadł 174 koty, pozostawiając jedynie skóry i kości oraz każdego dnia zjadał 1,8 do 2,3 kg trawy, jeśli inne jedzenie nie było dostępne.
Wolał surowe mięso od gotowanego, a jego ulubionym daniem była surowa wątroba buhaja. Jadł każde dostępne mięso. Podczas służby na pokładzie francuskiego okrętu Hoche noga jednego z marynarzy została odstrzelona ogniem armatnim, a Domery złapał oderwaną kończynę i zaczął ją jeść, dopóki inny członek załogi nie wyrwał mu jej i nie wyrzucił do morza.

## Niewola
W październiku 1798 eskadra Royal Navy pod dowództwem sir Johna Borlase Warrena przejęła Hoche u wybrzeży Irlandii, a osoby na pokładzie, w tym Domery, zostały internowane w obozie jenieckim niedaleko Liverpoolu. Brytyjscy strażnicy byli zszokowani apetytem Domery'ego i zgodzili się na przyznanie mu podwójnych racji żywnościowych. Okazały się one niewystarczające, więc zwiększano je, aż w końcu otrzymywał dziennie racje dziesięciu mężczyzn. Racje żywnościowe dla jeńców wojennych w tym okresie opłacał kraj, w którym żołnierze służyli przed pojmaniem. Standardowa dzienna porcja dla francuskiego jeńca wojennego wynosiła 26 uncji (740 g) chleba, pół funta (230 g) warzyw i 2 uncje (57 g) masła lub 6 uncji (170 g) sera.
Domery pozostał głodny i odnotowano, że zjadł więziennego kota i co najmniej 20 szczurów, które zabłąkały się do jego celi. Domery zjadał również lekarstwa więźniów w szpitalu obozowym, którzy odmówili ich przyjęcia, nie odczuwając w rezultacie żadnych widocznych skutków ubocznych. Odnotowano również, że regularnie jadł więzienne świece łojowe, a jeśli jego racja piwa się wyczerpywała, uciekał się do picia wody. (Aby zmniejszyć ryzyko chorób przenoszonych przez wodę, żołnierzom wydawano racje łagodnych napojów alkoholowych, takich jak małe piwo oraz rozcieńczony rum, a także napoje, takie jak herbata i kawa, które wymagały gotowania wody przed wypiciem.)

## Obiekt badań
Dowódca więzienia zwrócił uwagę komisarzy ds. Opieki nad chorymi i rannymi marynarzami oraz opieki i leczenia jeńców wojennych na swojego niezwykłego więźnia. Był to organ odpowiedzialny wówczas za wszystkie usługi medyczne w Royal Navy i za nadzór nad dobrem jeńców wojennych. Dr J. Johnston, członek Komisji wraz z dr Cochrane, członkiem Royal College of Physicians w Edynburgu, przeprowadzili eksperyment w celu sprawdzenia możliwości gastrycznych Domery'ego i jego tolerancji na nietypowe pokarmy. O 4:00 rano Domery został obudzony i nakarmiony 4 funtami (1,8 kg) surowego krowiego wymienia, które zjadł bez wahania. O 9:30 rano podano mu posiłek składający się z 5 funtów (2,3 kg) surowej wołowiny, dwunastu dużych świec łojowych o łącznej wadze jednego funta (453 g) i butelki portera, z których wszystkie zostały skonsumowane. O godzinie 13:00 Domery dostał kolejny posiłek składający się z kolejnych 5 funtów wołowiny, funta (453 g) świec i trzech dużych butelek portera, z których wszystkie również zostały zjedzone i wypite. W trakcie eksperymentu w żadnym momencie nie oddawał kału, nie oddawał moczu ani nie wymiotował, puls pozostał regularny, a temperatura skóry nie ulegała zmianom. Po powrocie Domery'ego do swoich kwater o 18:15 po zakończeniu eksperymentu, odnotowano, że był „wyjątkowo radosny”, tańczył, palił fajkę i wypił kolejną butelkę portera.

Zapał, z jakim atakuje swoją wołowinę, gdy żołądek nie jest najedzony, przypomina żarłoczność wygłodniałego wilka, wyrywającego kęsy i połykającego je z psią chciwością. Kiedy jego gardło wysycha od ciągłego wysiłku, smaruje je, ściągając zębami tłuszcz ze świec, co zwykle udaje mu się skończyć w trzech kęsach, a następnie zwija knot w kulkę, sznurek i wszystko inne, i go połyka. Gdy nie ma wyboru, może zjeść na kolację ogromne ilości surowych ziemniaków lub rzepy, ale z wyboru nigdy nie chciałby skosztować chleba ani warzyw.
Dr J. Johnston

Przyczyna apetytu Domery'ego nie jest znana. Chociaż istnieją inne udokumentowane przypadki podobnego zachowania z tego okresu, żaden z badanych, poza współczesnym Domery'emu Tarrare, nie został poddany sekcji zwłok. Obecnie nie ma udokumentowanych przypadków polifagii (nadmiernego apetytu) tak skrajnych jak przypadek Domery'ego. Nadczynność tarczycy może wywoływać skrajny apetyt i szybką utratę wagi, jednak Bondeson (2006) spekuluje, że Domery prawdopodobnie cierpiał z powodu uszkodzenia ciała migdałowatego lub brzusznośrodkowego jądra; wiadomo, że urazy ciała migdałowatego lub brzuszno-przyśrodkowego u zwierząt mogą wywołać polifagię.

## Późniejsze życie
Nie wiadomo, co stało się z Domery, czy innymi jeńcami ze statku "Hoche" po ich internowaniu. Nie wiadomo, czy wrócił do Francji, Polski czy pozostał w Liverpoolu. Przypadek Charlesa Domery'ego na krótko powrócił do publicznej wiadomości w 1852 roku, kiedy zwrócił on uwagę Charlesa Dickensa, który napisał o Domery: 
„Otóż, moim zdaniem, taki człowiek, jadający publicznie na scenie Drury Lane przyciągałby [uwagę] znacznie lepiej niż zwykły tragik, który żuje nieistotne słowa zamiast zdrowej wołowiny”. 